# Mako (dj)
Alex Seaver, beter bekend onder zijn artiestennaam Mako, is een Amerikaanse diskjockey uit Los Angeles. Oorspronkelijk is Mako tot 2017 een duo geweest met producer Logan Light. Mako is bekend geworden door het nummer Beam dat geremixt is door de Nederlandse dj Dannic.